# Liste der IATA-Codes/I
Diese Teilliste führt alle IATA-Flughafencodes auf, die mit „I“ beginnen, und enthält Informationen zu den bezeichneten Verkehrsknotenpunkten.

## IA
| IATA | ICAO | Flughafen                               | Ort              | Region            | Land               |
| ---- | ---- | --------------------------------------- | ---------------- | ----------------- | ------------------ |
| IAA  | UOII | Flughafen Igarka                        | Igarka           | Krasnojarsk       | Russland           |
| IAB  | KIAB | McConnell Air Force Base                | Wichita          | Kansas            | Vereinigte Staaten |
| IAD  | KIAD | Washington Dulles International Airport | Washington, D.C. | Virginia          | Vereinigte Staaten |
| IAG  | KIAG | Internationaler Flughafen Niagara Falls | Niagara Falls    | New York          | Vereinigte Staaten |
| IAH  | KIAH | Flughafen George Bush Intercontinental  | Houston          | Texas             | Vereinigte Staaten |
| IAM  | DAUZ | Flughafen In Aménas                     | In Aménas        | Illizi            | Algerien           |
| IAN  | PAIK | Flughafen Bob Baker Memorial            | Kiana            | Alaska            | Vereinigte Staaten |
| IAO  | RPNS | Flughafen Sayak                         | Del Carmen       | Surigao del Norte | Philippinen        |
| IAQ  | OIBH | Flughafen Bahregan                      | Bahregan         | Buschehr          | Iran               |
| IAR  | UUDL | Flughafen Tunoschna                     | Jaroslawl        | Jaroslawl         | Russland           |
| IAS  | LRIA | Flughafen Iași                          | Iași             | Iași              | Rumänien           |
| IAU  | –    | Flugplatz Iaura                         | Iaura            | Central Province  | Papua-Neuguinea    |

## IB
| IATA | ICAO | Flughafen                   | Ort         | Region             | Land            |
| ---- | ---- | --------------------------- | ----------- | ------------------ | --------------- |
| IBA  | DNIB | Flughafen Ibadan            | Ibadan      | Oyo                | Nigeria         |
| IBB  | SEII | Aeropuerto General Villamil | Isabela     | Galápagos          | Ecuador         |
| IBE  | SKIB | Flughafen Ibagué            | Ibagué      | Tolima             | Kolumbien       |
| IBI  | –    | Flugplatz Iboki             | Iboki       | West New Britain   | Papua-Neuguinea |
| IBL  | –    | Flugplatz Indigo Bay Lodge  | Bazaruto    | Inhambane          | Mosambik        |
| IBO  | FQIB | Flughafen Ibo               | Vila do Ibo | Cabo Delgado       | Mosambik        |
| IBP  | SPBR | Flugplatz Iberia            | Iberia      | Madre de Dios      | Peru            |
| IBR  | RJAH | Flughafen Ibaraki           | Omitama     | Ibaraki            | Japan           |
| IBZ  | LEIB | Flughafen Ibiza             | Ibiza       | Balearische Inseln | Spanien         |

## IC
| IATA | ICAO | Flughafen                                | Ort            | Region        | Land               |
| ---- | ---- | ---------------------------------------- | -------------- | ------------- | ------------------ |
| ICA  | SVIC | Flugplatz Icabarú                        | Icabarú        | Bolívar       | Venezuela          |
| ICC  | SVIE | Aeropuerto Andrés Miguel Salazar Marcano | Isla de Coche  | Nueva Esparta | Venezuela          |
| ICI  | NFCI | Flugplatz Cicia                          | Cicia          | Eastern       | Fidschi            |
| ICK  | SMNI | Flugplatz Nieuw-Nickerie                 | Nieuw-Nickerie | Nickerie      | Suriname           |
| ICL  | KICL | Flughafen Schenck Field                  | Clarinda       | Iowa          | Vereinigte Staaten |
| ICN  | RKSI | Internationaler Flughafen Incheon        | Incheon        | –             | Südkorea           |
| ICO  | RPSG | Flugplatz Sicogon                        | Sicogon        | Iloilo        | Philippinen        |
| ICS  | –    | Flugplatz Cascade                        | Cascade        | Idaho         | USA                |
| ICT  | KICT | Wichita Mid-Continent Airport            | Wichita        | Kansas        | Vereinigte Staaten |
| ICY  | –    | Flugplatz Icy Bay                        | Icy Bay        | Alaska        | Vereinigte Staaten |

## ID
| IATA | ICAO | Flughafen                                    | Ort                                               | Region           | Land                         |
| ---- | ---- | -------------------------------------------- | ------------------------------------------------- | ---------------- | ---------------------------- |
| IDA  | KIDA | Regionalflughafen Idaho Falls                | Idaho Falls                                       | Idaho            | Vereinigte Staaten           |
| IDB  | ESUE | Flugplatz Idre                               | Idre                                              | Dalarnas         | Schweden                     |
| IDC  | –    | Flugplatz Chilonzuine                        | Chilonzuine-Insel                                 | ?                | Mosambik                     |
| IDF  | FZCB | Flugplatz Idiofa                             | Idiofa                                            | Kwilu            | Demokratische Republik Kongo |
| IDG  | KIDG | Kommunaler Flughafen Ida Grove               | Ida Grove                                         | Iowa             | Vereinigte Staaten           |
| IDH  | KGIC | Idaho County Airport                         | Grangeville                                       | Idaho            | Vereinigte Staaten           |
| IDI  | KIDI | Flughafen Indiana County/Jimmy Stewart Field | Indiana                                           | Pennsylvania     | Vereinigte Staaten           |
| IDK  | YIDK | Flugplatz Indulkana                          | Indulkana (Anangu Pitjantjatjara Yankunytjatjara) | South Australia  | Australien                   |
| IDN  | –    | Flugplatz Indagen                            | Indagen                                           | Morobe           | Papua-Neuguinea              |
| IDO  | SWIY | Flugplatz Santa Isabel do Morro              | Santa Isabel do Morro (Ilha do Bananal)           | Tocantins        | Brasilien                    |
| IDP  | KIDP | Kommunaler Flughafen Independence            | Independence                                      | Kansas           | Vereinigte Staaten           |
| IDR  | VAID | Flughafen Indore                             | Indore                                            | Madhya Pradesh   | Indien                       |
| IDY  | LFEY | Flugplatz Île d’Yeu                          | Île d’Yeu                                         | Pays de la Loire | Frankreich                   |

## IE
| IATA | ICAO | Flughafen                       | Ort          | Region        | Land        |
| ---- | ---- | ------------------------------- | ------------ | ------------- | ----------- |
| IEG  | EPZG | Flughafen Zielona Góra-Babimost | Zielona Góra | Lebus         | Polen       |
| IEJ  | RORE | Flughafen Iejima                | Ie-jima      | Ryūkyū-Inseln | Japan       |
| IES  | EDAU | Flugplatz Riesa-Göhlis          | Riesa        | Sachsen       | Deutschland |
| IEV  | UKKK | Flughafen Kiew-Schuljany        | Kiew         | –             | Ukraine     |

## IF
| IATA | ICAO | Flughafen                    | Ort             | Region          | Land               |
| ---- | ---- | ---------------------------- | --------------- | --------------- | ------------------ |
| IFA  | KIFA | Iowa Falls Municipal Airport | Iowa Falls      | Iowa            | Vereinigte Staaten |
| IFF  | YIFY | Flugplatz Iffley             | Iffley          | Queensland      | Australien         |
| IFH  | OIFE | Flughafen Hesa               | Schahinschahr   | Isfahan         | Iran               |
| IFJ  | BIIS | Flughafen Ísafjörður         | Ísafjörður      | Vestfirðir      | Island             |
| IFL  | YIFL | Flughafen Innisfail          | Innisfail       | Queensland      | Australien         |
| IFN  | OIFM | Flughafen Isfahan            | Isfahan         | Isfahan         | Iran               |
| IFO  | UKLI | Flughafen Iwano-Frankiwsk    | Iwano-Frankiwsk | Iwano-Frankiwsk | Ukraine            |
| IFP  | KIFP | Flughafen Laughlin/Bullhead  | Bullhead City   | Arizona         | Vereinigte Staaten |
| IFU  | VREI | Flugplatz Ifuru              | Ifuru           | Raa             | Malediven          |

## IG
| IATA | ICAO | Flughafen                        | Ort                 | Region          | Land               |
| ---- | ---- | -------------------------------- | ------------------- | --------------- | ------------------ |
| IGA  | MYIG | Flughafen Inagua                 | Matthew Town        | Great Inagua    | Bahamas            |
| IGB  | SAVJ | Flugplatz Ingeniero Jacobacci    | Ingeniero Jacobacci | Río Negro       | Argentinien        |
| IGD  | LTCT | Flughafen Iğdır                  | Iğdır               | Iğdır           | Türkei             |
| IGE  | FOOI | Flugplatz Tchongorove            | Iguéla              | Ogooué-Maritime | Gabun              |
| IGG  | PAIG | Flugplatz Igiugig                | Igiugig             | Alaska          | Vereinigte Staaten |
| IGH  | YIGM | Flugplatz Ingham                 | Ingham              | Queensland      | Australien         |
| IGL  | LTBL | Militärflugplatz Çiğli           | Izmir               | Ägäisregion     | Türkei             |
| IGM  | KIGM | Kingman Airport                  | Kingman             | Arizona         | Vereinigte Staaten |
| IGN  | RPMI | Flugplatz Iligan                 | Iligan              | Mindanao        | Philippinen        |
| IGO  | SKIG | Flugplatz Chigorodó              | Chigorodó           | Antioquia       | Kolumbien          |
| IGR  | SARI | Flughafen Puerto Iguazú          | Puerto Iguazú       | Misiones        | Argentinien        |
| IGS  | ETSI | Fliegerhorst Ingolstadt/Manching | Manching            | Bayern          | Deutschland        |
| IGT  | URMS | Flughafen Magas                  | Nasran              | Inguschetien    | Russland           |
| IGU  | SBFI | Flughafen Foz do Iguaçu          | Foz do Iguaçu       | Paraná          | Brasilien          |

## IH
| IATA | ICAO | Flughafen            | Ort        | Region                   | Land            |
| ---- | ---- | -------------------- | ---------- | ------------------------ | --------------- |
| IHC  | FQIA | Flughafen Inhaca     | Inhaca     | Maputo                   | Mosambik        |
| IHN  | OYQN | Flugplatz Qischn     | Qischn     | al-Mahra                 | Jemen           |
| IHO  | FMSI | Flugplatz Ihosy      | Ihosy      | Fianarantsoa             | Madagaskar      |
| IHR  | OIZI | Flughafen Irānschahr | Irānschahr | Sistan und Belutschistan | Iran            |
| IHU  | AYIH | Flugplatz Ihu        | Ihu        | Gulf                     | Papua-Neuguinea |

## II
| IATA | ICAO | Flughafen              | Ort          | Region       | Land            |
| ---- | ---- | ---------------------- | ------------ | ------------ | --------------- |
| IIA  | EIMN | Flugplatz Inis Meáin   | Inis Meáin   | Connacht     | Irland          |
| IIL  | OICI | Flughafen Ilam         | Ilam         | Ilam         | Iran            |
| IIS  | –    | Flugplatz Nissan-Insel | Nissan-Insel | Bougainville | Papua-Neuguinea |

## IJ
| IATA | ICAO | Flughafen                      | Ort          | Region            | Land               |
| ---- | ---- | ------------------------------ | ------------ | ----------------- | ------------------ |
| IJK  | USII | Flughafen Ischewsk             | Ischewsk     | Udmurtien         | Russland           |
| IJU  | SSIJ | Flugplatz Ijuí                 | Ijuí         | Rio Grande do Sul | Brasilien          |
| IJX  | KIJX | Jacksonville Municipal Airport | Jacksonville | Illinois          | Vereinigte Staaten |

## IK
| IATA | ICAO | Flughafen                       | Ort        | Region          | Land                         |
| ---- | ---- | ------------------------------- | ---------- | --------------- | ---------------------------- |
| IKA  | OIIE | Flughafen Teheran-Imam Chomeini | Teheran    | Teheran         | Iran                         |
| IKB  | KUKF | Wilkes County Airport           | Wilkesboro | North Carolina  | Vereinigte Staaten           |
| IKI  | RJDB | Flughafen Iki                   | Iki        | Kyūshū          | Japan                        |
| IKK  | KIKK | Greater Kankakee Airport        | Kankakee   | Illinois        | Vereinigte Staaten           |
| IKL  | FZGV | Flugplatz Ikela                 | Ikela      | Tshuapa         | Demokratische Republik Kongo |
| IKO  | PAKO | Nikolski Air Station            | Nikolski   | Alaska          | Vereinigte Staaten           |
| IKP  | YIKM | Flugplatz Inkerman              | Inkerman   | Queensland      | Australien                   |
| IKS  | UEST | Flughafen Tiksi                 | Tiksi      | Ferner Osten    | Russland                     |
| IKT  | UIII | Flughafen Irkutsk               | Irkutsk    | Sibirien        | Russland                     |
| IKU  | UCFL | Flughafen Tamtschi-Yssykköl     | Tamtschi   | Gebiet Yssykköl | Kirgisistan                  |

## IL
| IATA | ICAO | Flughafen                            | Ort          | Region          | Land                   |
| ---- | ---- | ------------------------------------ | ------------ | --------------- | ---------------------- |
| ILA  | WAYL | Flugplatz Ilaga                      | Ilaga        | Papua           | Indonesien             |
| ILD  | LEDA | Flughafen Lleida-Alguaire            | Lleida       | Katalonien      | Spanien                |
| ILE  | KILE | Flughafen Skylark Field              | Killeen      | Texas           | Vereinigte Staaten     |
| ILF  | CZBD | Flugplatz Ilford                     | Ilford       | Manitoba        | Kanada                 |
| ILG  | KILG | Wilmington Airport                   | Wilmington   | Delaware        | Vereinigte Staaten     |
| ILH  | ETIK | Flugplatz Illesheim                  | Illesheim    | Bayern          | Deutschland            |
| ILI  | PAIL | Flughafen Iliamna                    | Iliamna      | Alaska          | Vereinigte Staaten     |
| ILK  | FMMQ | Flugplatz Atsinanana                 | Ilaka        | Atsinanana      | Madagaskar             |
| ILL  | KBDH | Willmar Municipal Airport            | Willmar      | Minnesota       | Vereinigte Staaten     |
| ILM  | KILM | Internationaler Flughafen Wilmington | Wilmington   | North Carolina  | Vereinigte Staaten     |
| ILN  | KILN | Wilmington Air Park                  | Wilmington   | Ohio            | Vereinigte Staaten     |
| ILO  | RPVI | Iloilo International Airport         | Iloilo City  | Western Visayas | Philippinen            |
| ILP  | NWWE | Flugplatz Île des Pins               | Île des Pins | Neukaledonien   | Frankreich             |
| ILQ  | SPLO | Flughafen Ilo                        | Ilo          | Moquegua        | Peru                   |
| ILR  | DNIL | Flughafen Ilorin                     | Ilorin       | Kwara           | Nigeria                |
| ILS  | MSSS | Militärflugplatz Ilopango            | San Salvador | San Salvador    | El Salvador            |
| ILU  | HKKL | Kilaguni Airport                     | Kilaguni     | Taita-Taveta    | Kenia                  |
| ILX  | –    | Flugplatz Ileg                       | Ileg         | Madang          | Papua-Neuguinea        |
| ILY  | EGPI | Islay Airport                        | Islay        | Schottland      | Vereinigtes Königreich |
| ILZ  | LZZI | Flughafen Žilina                     | Žilina       | Žilinský kraj   | Slowakei               |

## IM
| IATA | ICAO | Flughafen                  | Ort                     | Region             | Land                         |
| ---- | ---- | -------------------------- | ----------------------- | ------------------ | ---------------------------- |
| IMA  | –    | Flugplatz Iamalele         | Iamalele                | Milne Bay          | Papua-Neuguinea              |
| IMB  | SYIB | Flugplatz Imbaimadai       | Imbaimadai              | Cuyuni-Mazaruni    | Guyana                       |
| IMD  | AYIO | Flugplatz Imonda           | Imonda                  | Sandaun            | Papua-Neuguinea              |
| IMF  | VEIM | Flughafen Imphal           | Imphal                  | Manipur            | Indien                       |
| IMG  | –    | Flugplatz Inhaminga        | Inhaminga               | Sofala             | Mosambik                     |
| IMI  | –    | Flugplatz Ine              | Ine                     | Arno-Atoll         | Marshallinseln               |
| IMK  | VNST | Flugplatz Simikot          | Simikot                 | Karnali            | Nepal                        |
| IML  | KIML | Imperial Municipal Airport | Imperial                | Nebraska           | Vereinigte Staaten           |
| IMM  | KIMM | Immokalee Regional Airport | Immokalee               | Florida            | Vereinigte Staaten           |
| IMN  | AYII | Flugplatz Imane            | Imane                   | Morobe             | Papua-Neuguinea              |
| IMO  | FEFZ | Flugplatz Zémio            | Zémio                   | Haut-Mbomou        | Zentralafrikanische Republik |
| IMP  | SBIZ | Flughafen Imperatriz       | Imperatriz              | Maranhão           | Brasilien                    |
| IMQ  | OITU | Flughafen Maku             | Maku                    | West-Aserbaidschan | Iran                         |
| IMT  | KIMT | Ford Airport               | Iron Mountain/Kingsford | Michigan           | Vereinigte Staaten           |

## IN
| IATA | ICAO | Flughafen                            | Ort                 | Region          | Land                         |
| ---- | ---- | ------------------------------------ | ------------------- | --------------- | ---------------------------- |
| INA  | UUYI | Flughafen Inta                       | Inta                | Komi            | Russland                     |
| INB  | MZSV | Flughafen Independence               | Independence        | Stann Creek     | Belize                       |
| INC  | ZLIC | Flughafen Yinchuan Hedong            | Yinchuan            | Ningxia         | Volksrepublik China          |
| IND  | KIND | Indianapolis International Airport   | Indianapolis        | Indiana         | Vereinigte Staaten           |
| INE  | –    | Flugplatz Chinde                     | Chinde              | Zambezia        | Mosambik                     |
| INF  | DATG | Flughafen In Guezzam                 | In Guezzam          | In Guezzam      | Algerien                     |
| INH  | FQIN | Flughafen Inhambane                  | Inhambane           | Inhambane       | Mosambik                     |
| INI  | LYNI | Flughafen Niš – Konstantin der Große | Niš                 | Nišavski        | Serbien                      |
| INJ  | YINJ | Flugplatz Injune                     | Injune              | Queensland      | Australien                   |
| INK  | KINK | Winkler County Airport               | Wink                | Texas           | Vereinigte Staaten           |
| INL  | KINL | Falls International Airport          | International Falls | Minnesota       | Vereinigte Staaten           |
| INM  | YINN | Flugplatz Innamincka                 | Innamincka          | South Australia | Australien                   |
| INN  | LOWI | Flughafen Innsbruck                  | Innsbruck           | Tirol           | Österreich                   |
| INO  | FZBA | Flughafen Inongo                     | Inongo              | Mai-Ndombe      | Demokratische Republik Kongo |
| INQ  | EIIR | Inisheer Aerodrome                   | Inis Oírr           | Galway          | Irland                       |
| INS  | KINS | Creech Air Force Base                | Indian Springs      | Nevada          | Vereinigte Staaten           |
| INT  | KINT | Smith Reynolds Airport               | Winston-Salem       | North Carolina  | Vereinigte Staaten           |
| INU  | ANYN | Internationaler Flughafen Nauru      | Nauru               | Yaren           | Nauru                        |
| INV  | EGPE | Flughafen Inverness                  | Inverness           | Schottland      | Vereinigtes Königreich       |
| INW  | KINW | Winslow-Lindbergh Regional Airport   | Winslow             | Arizona         | Vereinigte Staaten           |
| INX  | WASI | Flugplatz Inanwatan                  | Inanwatan           | Papua Barat     | Indonesien                   |
| INY  | –    | Flugplatz Inyati Game Lodge          | Inyati Game Lodge   | Mpumalanga      | Südafrika                    |
| INZ  | DAUI | Flughafen In Salah                   | In Salah            | In Salah        | Algerien                     |

## IO
| IATA | ICAO | Flughafen                   | Ort         | Region   | Land                   |
| ---- | ---- | --------------------------- | ----------- | -------- | ---------------------- |
| IOA  | LGIO | Flughafen Ioannina          | Ioannina    | Epirus   | Griechenland           |
| IOK  | –    | Flugplatz Iokea             | Iokea       | Gulf     | Papua-Neuguinea        |
| IOM  | EGNS | Flughafen Isle of Man       | Isle of Man | –        | Vereinigtes Königreich |
| ION  | FCOI | Flughafen Impfondo          | Impfondo    | Likouala | Republik Kongo         |
| IOP  | –    | Flugplatz Ioma              | Ioma        | Oro      | Papua-Neuguinea        |
| IOR  | EIIM | Flugplatz Inishmore         | Árainn      | Connacht | Irland                 |
| IOS  | SBIL | Flughafen Ilhéus            | Ilhéus      | Bahia    | Brasilien              |
| IOW  | KIOW | Iowa City Municipal Airport | Iowa City   | Iowa     | Vereinigte Staaten     |

## IP
| IATA | ICAO | Flughafen                          | Ort                      | Region              | Land               |
| ---- | ---- | ---------------------------------- | ------------------------ | ------------------- | ------------------ |
| IPA  | NVVI | Flughafen Ipota                    | Ipota                    | Erromango, Tafea    | Vanuatu            |
| IPC  | SCIP | Flughafen Mataveri                 | Osterinsel               | Valparaíso          | Chile              |
| IPE  | RPMV | Ipil Airport                       | Ipil                     | Zamboanga Peninsula | Philippinen        |
| IPG  | SWII | Flughafen Ipiranga                 | Santo Antônio do Içá     | Amazonas            | Brasilien          |
| IPH  | WMKI | Flughafen Ipoh                     | Ipoh                     | Perak               | Malaysia           |
| IPI  | SKIP | Flughafen Ipiales                  | Ipiales                  | Nariño              | Kolumbien          |
| IPL  | KIPL | Imperial County Airport            | Imperial/El Centro       | Kalifornien         | Vereinigte Staaten |
| IPN  | SBIP | Flughafen Ipatinga                 | Ipatinga                 | Minas Gerais        | Brasilien          |
| IPT  | KIPT | Williamsport Regional Airport      | Williamsport             | Pennsylvania        | Vereinigte Staaten |
| IPU  | SNIU | Flugplatz Ipiaú                    | Ipiaú                    | Bahia               | Brasilien          |
| IPZ  | MRSI | Flughafen San Isidro de El General | San Isidro de El General | San José            | Costa Rica         |

## IQ
| IATA | ICAO | Flughafen                                   | Ort           | Region           | Land                |
| ---- | ---- | ------------------------------------------- | ------------- | ---------------- | ------------------- |
| IQA  | ORAA | Al Asad Airbase                             | ʿAin al-Assad | al-Anbar         | Irak                |
| IQM  | ZWCM | Flughafen Qiemo                             | Qiemo         | Qarqan, Xinjiang | Volksrepublik China |
| IQN  | ZLQY | Flughafen Qingyang                          | Qingyang      | Gansu            | Volksrepublik China |
| IQQ  | SCDA | Flughafen Diego Aracena                     | Iquique       | Tarapacá         | Chile               |
| IQT  | SPQT | Flughafen Coronel Francisco Secada Vignetta | Iquitos       | Region Loreto    | Peru                |

## IR
| IATA | ICAO | Flughafen                   | Ort                       | Region                                       | Land                         |
| ---- | ---- | --------------------------- | ------------------------- | -------------------------------------------- | ---------------------------- |
| IRA  | AGGK | Flugplatz Kirakira          | Kirakira                  | Makira und Ulawa                             | Salomonen                    |
| IRB  | –    | Iraan Municipal Airport     | Iraan                     | Texas                                        | Vereinigte Staaten           |
| IRC  | PACR | Circle City Airport         | Circle                    | Alaska                                       | Vereinigte Staaten           |
| IRD  | VGIS | Flughafen Ischurdi          | Ischurdi                  | Pabna, Rajshahi                              | Bangladesch                  |
| IRE  | SNIC | Flugplatz Irecê             | Irecê                     | Bahia                                        | Brasilien                    |
| IRG  | YLHR | Lockhart River Airport      | Lockhart River            | Queensland                                   | Australien                   |
| IRI  | HTIR | Flughafen Iringa            | Iringa                    | Iringa                                       | Tansania                     |
| IRJ  | SANL | Flughafen La Rioja          | La Rioja                  | La Rioja                                     | Argentinien                  |
| IRK  | KIRK | Kirksville Regional Airport | Kirksville                | Missouri                                     | Vereinigte Staaten           |
| IRM  | USHI | Flughafen Igrim             | Igrim                     | Autonomer Kreis der Chanten und Mansen/Jugra | Russland                     |
| IRN  | MHIR | Flugplatz Iriona            | Iriona                    | Colón                                        | Honduras                     |
| IRO  | FEFI | Flugplatz Birao             | Birao                     | Vakaga                                       | Zentralafrikanische Republik |
| IRP  | FZJH | Flughafen Isiro             | Isiro                     | Haut-Uele                                    | Demokratische Republik Kongo |
| IRS  | KIRS | Kirsch Municipal Airport    | Sturgis                   | Michigan                                     | Vereinigte Staaten           |
| IRU  | –    | Iranamadu Seaplane Base     | Iranamadu                 | Mullaitivu, Nordprovinz                      | Sri Lanka                    |
| IRZ  | SWTP | Flugplatz Tapuruquara       | Santa Isabel do Rio Negro | Amazonas                                     | Brasilien                    |

## IS
| IATA | ICAO | Flughafen                                                    | Ort              | Region                       | Land                   |
| ---- | ---- | ------------------------------------------------------------ | ---------------- | ---------------------------- | ---------------------- |
| ISA  | YBMA | Flughafen Mount Isa                                          | Mount Isa        | Queensland                   | Australien             |
| ISB  | OPIS | Islamabad International Airport                              | Islamabad        | Punjab                       | Pakistan               |
| ISC  | EGHE | Flughafen St. Mary’s                                         | St. Mary’s       | Scilly-Inseln, England       | Vereinigtes Königreich |
| ISD  | –    | Flugplatz Iscuandé                                           | Santa Bárbara    | Nariño                       | Kolumbien              |
| ISE  | LTFC | Flughafen Isparta-Süleyman Demirel                           | Isparta          | Mittelmeerregion             | Türkei                 |
| ISG  | ROIG | Flughafen Neu-Ishigaki                                       | Ishigaki         | Kyūshū                       | Japan                  |
| ISI  | YISF | Flugplatz Isisford                                           | Isisford         | Longreach Region, Queensland | Australien             |
| ISJ  | MMIM | Flugplatz Isla Mujeres                                       | Isla Mujeres     | Quintana Roo                 | Mexiko                 |
| ISK  | VAOZ | Flughafen Nashik                                             | Nashik           | Maharashtra                  | Indien                 |
| ISL  | LTBA | Flughafen Istanbul-Atatürk                                   | Istanbul         | Marmararegion                | Türkei                 |
| ISM  | KISM | Kissimmee Gateway Airport                                    | Orlando          | Florida                      | Vereinigte Staaten     |
| ISN  | KISN | Sloulin Field International Airport (inzwischen geschlossen) | Williston        | North Dakota                 | Vereinigte Staaten     |
| ISO  | KISO | Kinston Regional Jetport                                     | Kinston          | North Carolina               | Vereinigte Staaten     |
| ISP  | KISP | Long Island MacArthur Airport                                | Islip            | New York                     | Vereinigte Staaten     |
| ISQ  | KISQ | Schoolcraft County Airport                                   | Manistique       | Michigan                     | Vereinigte Staaten     |
| ISS  | KIWI | Wiscasset Airport                                            | Wiscasset        | Maine                        | Vereinigte Staaten     |
| IST  | LTFM | Flughafen Istanbul                                           | Istanbul         | Marmararegion                | Türkei                 |
| ISU  | ORSU | Internationaler Flughafen Sulaimaniya                        | Sulaimaniya      | Kurdistan                    | Irak                   |
| ISW  | KISW | South Wood County Airport                                    | Wisconsin Rapids | Wisconsin                    | Vereinigte Staaten     |

## IT
| IATA | ICAO     | Flughafen                        | Ort          | Region            | Land               |
| ---- | -------- | -------------------------------- | ------------ | ----------------- | ------------------ |
| ITA  | SBIC     | Flugplatz Itacoiatiara           | Itacoiatiara | Amazonas          | Brasilien          |
| ITB  | SBIH     | Flughafen Itaituba               | Itaituba     | Pará              | Brasilien          |
| ITE  | SNZW     | Flugplatz Ituberá                | Ituberá      | Bahia             | Brasilien          |
| ITH  | KITH     | Ithaca Tompkins Regional Airport | Ithaca       | New York          | Vereinigte Staaten |
| ITI  | SNYH (?) | Flugplatz Itambacuri             | Itambacuri   | Minas Gerais      | Brasilien          |
| ITK  | –        | Flugplatz Itokama                | Itokama      | Oro               | Papua-Neuguinea    |
| ITM  | RJOO     | Flughafen Osaka-Itami            | Osaka        | Kinki             | Japan              |
| ITN  | SNHA     | Flugplatz Itabuna                | Itabuna      | Bahia             | Brasilien          |
| ITO  | PHTO     | Flughafen Hilo                   | Hilo         | Hawaii            | Vereinigte Staaten |
| ITP  | SDUN     | Flugplatz Itaperuna              | Itaperuna    | Rio de Janeiro    | Brasilien          |
| ITQ  | SSIQ     | Flugplatz Itaqui                 | Itaqui       | Rio Grande do Sul | Brasilien          |
| ITR  | SBIT     | Flugplatz Itumbiara              | Itumbiara    | Goiás             | Brasilien          |
| ITU  | UHSI     | Flughafen Iturup                 | Iturup       | Kurilen, Sachalin | Russland           |

## IU
| IATA | ICAO | Flughafen                   | Ort  | Region             | Land            |
| ---- | ---- | --------------------------- | ---- | ------------------ | --------------- |
| IUE  | NIUE | Hanan International Airport | Niue | –                  | Neuseeland      |
| IUL  | –    | Flugplatz Ilu               | Ilu  | Puncak Jaya, Papua | Indonesien      |
| IUS  | –    | Flugplatz Inus              | Inus | Bougainville       | Papua-Neuguinea |

## IV
| IATA | ICAO | Flughafen              | Ort          | Region               | Land       |
| ---- | ---- | ---------------------- | ------------ | -------------------- | ---------- |
| IVA  | FMNZ | Flughafen Ambanja      | Ambanja      | Diana                | Madagaskar |
| IVC  | NZNV | Flughafen Invercargill | Invercargill | Southland            | Neuseeland |
| IVG  | LYBR | Flughafen Berane       | Berane       | Berane               | Montenegro |
| IVI  | –    | Flugplatz Isla Viveros | Isla Viveros | Perleninseln, Panamá | Panama     |
| IVL  | EFIV | Flughafen Ivalo        | Ivalo        | Lappland             | Finnland   |
| IVO  | –    | Flugplatz Chibolo      | Chibolo      | Magdalena            | Kolumbien  |
| IVR  | YIVL | Inverell Airport       | Inverell     | New South Wales      | Australien |
| IVW  | YINW | Inverway Airport       | Inverway     | Northern Territory   | Australien |

## IW
| IATA | ICAO | Flughafen                        | Ort      | Region           | Land               |
| ---- | ---- | -------------------------------- | -------- | ---------------- | ------------------ |
| IWA  | UUBI | Flughafen Iwanowo-Juschny        | Iwanowo  | Iwanowo          | Russland           |
| IWD  | KIWD | Flughafen Gogebic-Iron County    | Ironwood | Michigan         | Vereinigte Staaten |
| IWJ  | RJOW | Flughafen Iwami                  | Masuda   | Shimane          | Japan              |
| IWK  | RJOI | Marine Corps Air Station Iwakuni | Iwakuni  | Yamaguchi        | Japan              |
| IWO  | RJAW | Luftwaffenstützpunkt Iwo Jima    | Iwojima  | Ogasawara-Inseln | Japan              |
| IWS  | KIWS | West Houston Airport             | Houston  | Texas            | Vereinigte Staaten |

## IX
| IATA | ICAO | Flughafen              | Ort             | Region                  | Land   |
| ---- | ---- | ---------------------- | --------------- | ----------------------- | ------ |
| IXA  | VEAT | Flughafen Agartala     | Agartala        | Tripura                 | Indien |
| IXB  | VEBD | Flughafen Bagdogra     | Bagdogra        | Westbengalen            | Indien |
| IXC  | VICG | Flughafen Chandigarh   | Chandigarh      | Chandigarh              | Indien |
| IXD  | VEAB | Flughafen Allahabad    | Prayagraj       | Uttar Pradesh           | Indien |
| IXE  | VOML | Flughafen Mangalore    | Mangaluru       | Karnataka               | Indien |
| IXG  | VOBM | Flughafen Belgaum      | Belagavi        | Karnataka               | Indien |
| IXH  | VEKR | Flugplatz Kailasahar   | Kailasahar      | Tripura                 | Indien |
| IXI  | VELR | Flughafen Lilabari     | North Lakhimpur | Assam                   | Indien |
| IXJ  | VIJU | Flughafen Jammu        | Jammu           | Jammu und Kashmir       | Indien |
| IXK  | VAKS | Flughafen Keshod       | Keshod          | Gujarat                 | Indien |
| IXL  | VILH | Flughafen Leh          | Leh             | Ladakh                  | Indien |
| IXM  | VOMD | Flughafen Madurai      | Madurai         | Tamil Nadu              | Indien |
| IXN  | VEKW | Khowai Airport         | Khowai          | Tripura                 | Indien |
| IXP  | VIPK | Flughafen Pathankot    | Pathankot       | Punjab                  | Indien |
| IXQ  | VEKM | Kamalpur Airport       | Kamalpur        | Tripura                 | Indien |
| IXR  | VERC | Flughafen Ranchi       | Ranchi          | Jharkhand               | Indien |
| IXS  | VEKU | Flughafen Silchar      | Silchar         | Assam                   | Indien |
| IXT  | VEPG | Flughafen Pasighat     | Pasighat        | Arunachal Pradesh       | Indien |
| IXU  | VAAU | Flughafen Aurangabad   | Aurangabad      | Maharashtra             | Indien |
| IXV  | VEAN | Aalo Airport           | Aalo            | Arunachal Pradesh       | Indien |
| IXW  | VEJS | Flughafen Jamshedpur   | Jamshedpur      | Jharkhand               | Indien |
| IXX  | VOBR | Flughafen Bidar        | Bidar           | Karnataka               | Indien |
| IXY  | VAKE | Flughafen Kandla       | Kandla          | Gujarat                 | Indien |
| IXZ  | VOPB | Flughafen Vir Savarkar | Port Blair      | Andamanen und Nikobaren | Indien |

## IY
| IATA | ICAO | Flughafen        | Ort      | Region      | Land               |
| ---- | ---- | ---------------- | -------- | ----------- | ------------------ |
| IYK  | KIYK | Inyokern Airport | Inyokern | Kalifornien | Vereinigte Staaten |

## IZ
| IATA | ICAO | Flughafen                                          | Ort            | Region             | Land        |
| ---- | ---- | -------------------------------------------------- | -------------- | ------------------ | ----------- |
| IZA  | SZM  | Regionalflughafen Zona da Mata                     | Juiz de Fora   | Minas Gerais       | Brasilien   |
| IZE  | EDHF | Flugplatz Itzehoe/Hungriger Wolf                   | Itzehoe        | Schleswig-Holstein | Deutschland |
| IZM  | –    | Großraum İzmir (Metropolitan Area) für ADB und IGL | Izmir          | Ägäisregion        | Türkei      |
| IZO  | RJOC | Flughafen Izumo                                    | Izumo          | Chūgoku            | Japan       |
| IZT  | MMIT | Flughafen Ixtepec                                  | Ciudad Ixtepec | Oaxaca             | Mexiko      |